# Munich Mouser
Munich Mouser (engl. für Münchner Mäusejäger) war ein Chief Mouser to the Cabinet Office. Der Name Munich Mouser war ein Spitzname, den der Kater von Winston Churchill nach dem Münchner Abkommen erhielt, das der Besitzer der Katze, Neville Chamberlain, und Adolf Hitler unterzeichnet hatten.
Munich Mouser diente unter Chamberlain, 1937–1940 als Chief Mouser. Churchill brachte 1940 seine eigene Katze Nelson mit, als er Nachfolger Chamberlains im Amt des Premierministers wurde. Die beiden Kater Munich Mouser und Nelson entwickelten eine starke Rivalität.
Munich Mouser blieb bis zum Jahr 1943 Chief Mouser. Damit diente er, außer mit Churchills Kater Nelson, gemeinsam mit dem Kater Peter, der zwischen 1929 und 1946 das Amt des Mäusejägers bekleidete.